# Phytia myosotis
Phytia myosotis är en snäckart som först beskrevs av Draparnaud 1801.  Phytia myosotis ingår i släktet Phytia och familjen dvärgsnäckor. Inga underarter finns listade i Catalogue of Life.

## Bildgalleri

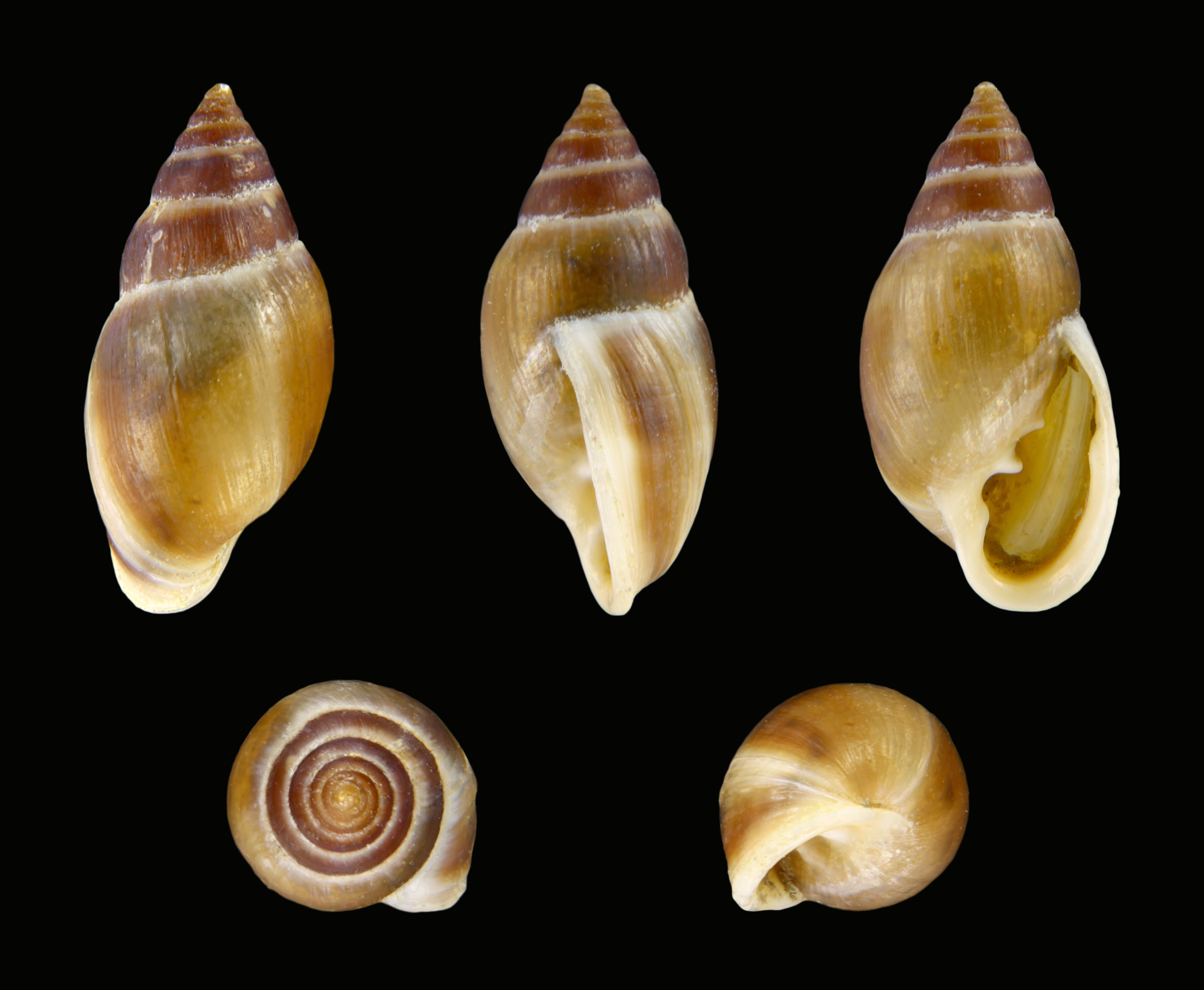
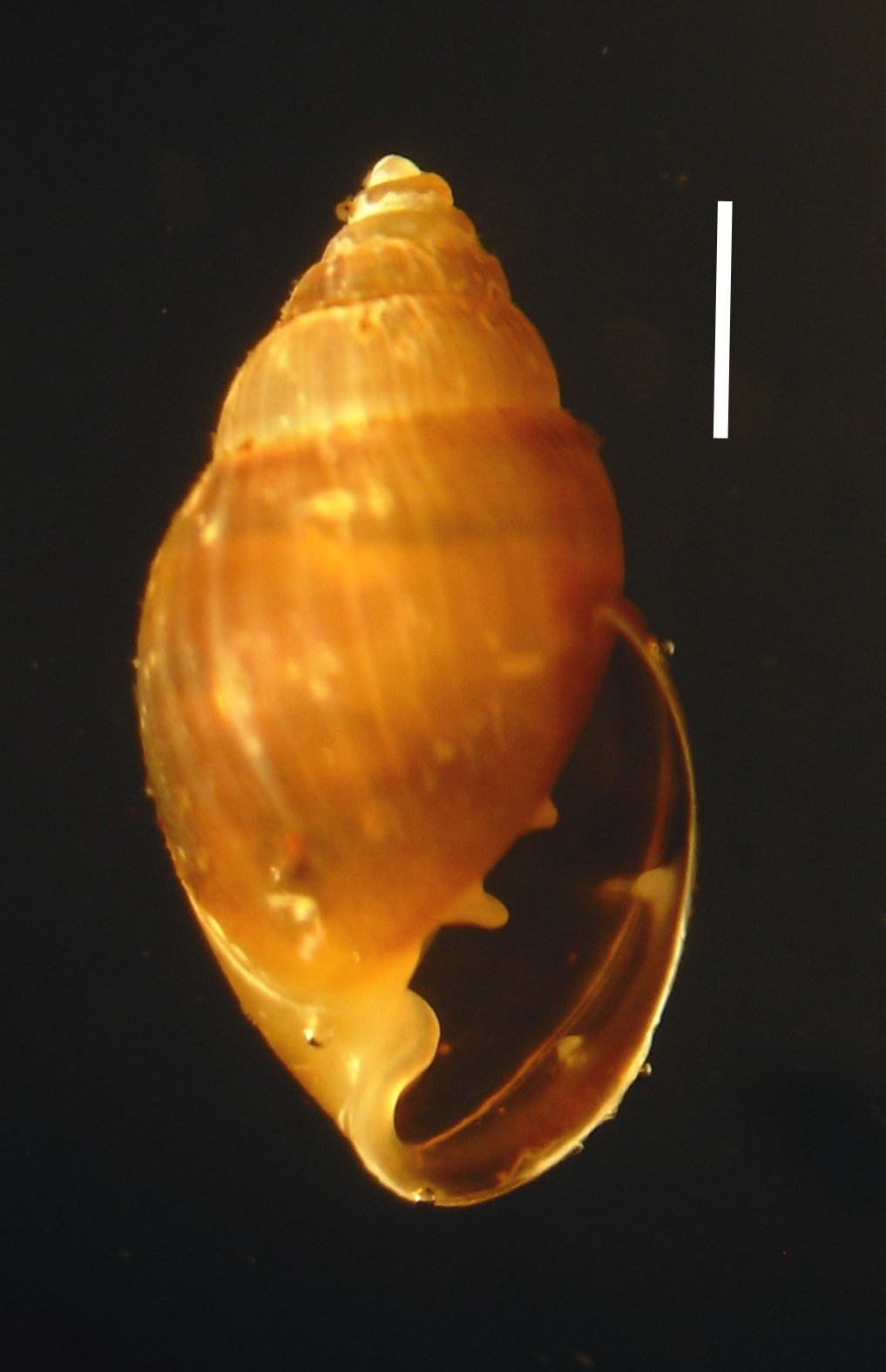
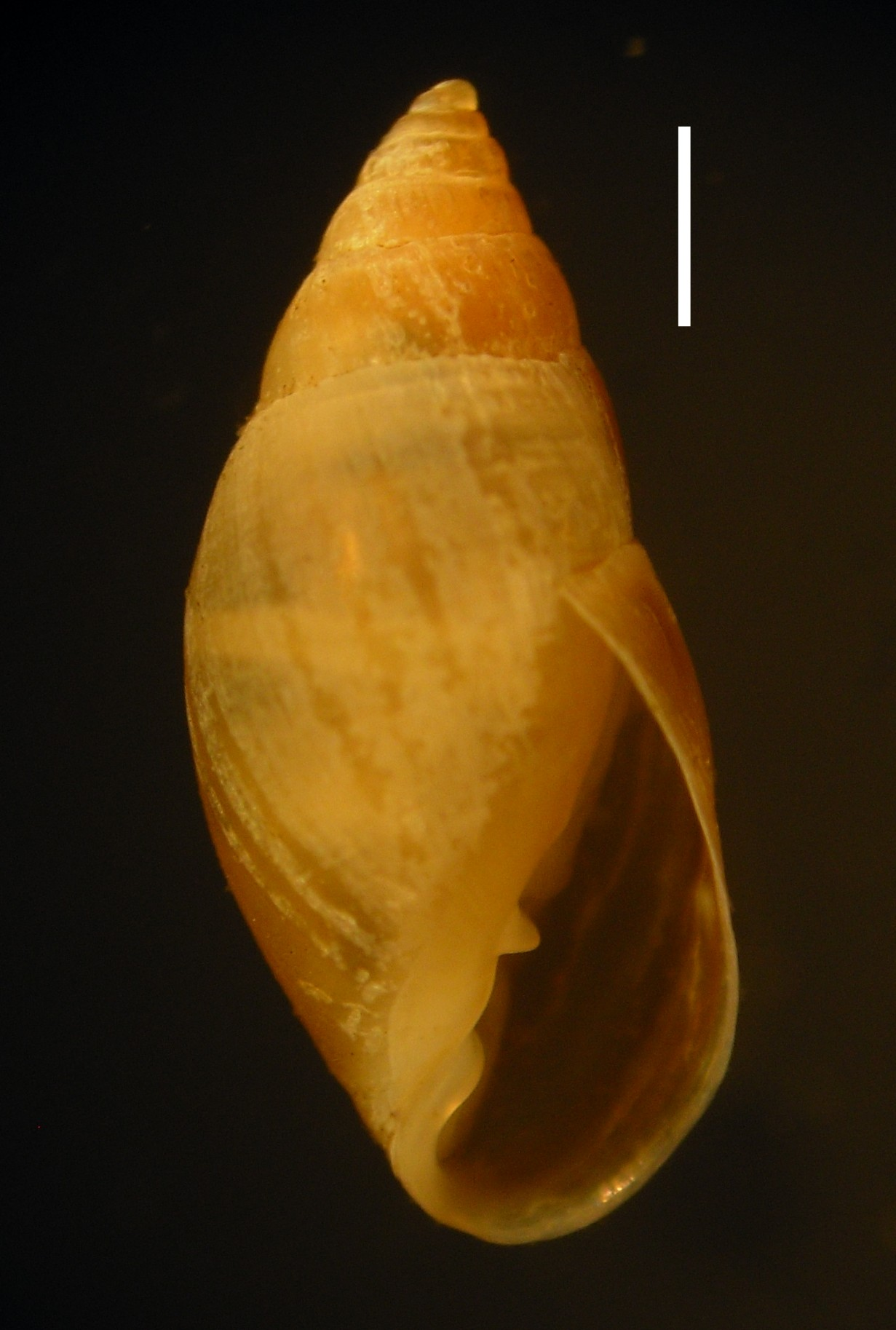